# آیزایا برلین
آیزایا برلین (۶ ژوئن ۱۹۰۹ – ۵ نوامبر ۱۹۹۷) فیلسوف سیاسی، اندیشه‌نگار و نظریه‌پرداز سیاسی و استاد دانشگاه و جستارنویسی بریتانیایی بود. آوازه‌اش در بیشتر عمر مرهون دفاع از لیبرالیسم، گفتگوهای مهم و درخشان، حمله به تحجر، تعصب و تندروی سیاسی و نوشته‌های قابل فهم در زمینهٔ تاریخ اندیشه‌هاست.

## زندگی
وی در خانواده‌ای متمول و یهودی در ریگا پایتخت لتونی، (در آن زمان لتونی جزء روسیه بود) به‌دنیا آمد. پدرش مندل برلین، تاجر ثروت‌مند چوب بود. خانوادهٔ برلین در ۱۹۱۵ به شهر آندره‌اپل در روسیه و در ۱۹۱۷ به پتروگراد (لنینگراد بعدی و سن‌پترزبورگ کنونی) نقل مکان کردند و در جریان هر دو انقلاب روسیه در ۱۹۱۷ در آن‌جا حضور داشتند. با وجود آزارهای بلشویک‌ها، در ۱۹۲۰ اجازه یافتند به ریگا برگردند. وی در سال ۱۹۲۱ به همراه خانواده‌اش به انگلستان مهاجرت کرد و در حومهٔ لندن مستقر شدند. او به دبیرستان سنت پل و سپس به کالج کورپوس‌کریستی در دانشگاه آکسفورد رفت و در آن‌جا تاریخ و زبان‌های باستانی و سیاست و فلسفه و اقتصاد خواند. در ۱۹۳۲ در نیوکالج به سمت مدرس و به فاصلهٔ کوتاهی به عضویت هیئت علمی کالج اُل‌سولز در آکسفورد منصوب شد که در محیط دانشگاهی بریتانیا افتخاری استثنایی بود. در جنگ جهانی دوم او مسئولیت‌هایی در سفارت بریتانیا در واشینگتن و نیویورک به عهده داشت و سپس سفری به اتحاد جماهیر شوروی کرد و در آن‌جا با شماری از روشنفکران روسی که از تصفیه‌ها جان سالم به در برده بودند، به خصوص دو شاعر یعنی آنا آخماتوا و بوریس پاسترناک آشنا شد. این آشنایی‌ها باعث شد مخالفت او با کمونیسم محکم‌تر و سرسختانه شود. پس از جنگ به آکسفورد برگشت. گرچه تا اوایل ۱۹۵۰ به تدریس و نگارش در فلسفه پرداخت اما توجهش به تاریخ سیر اندیشه‌ها به ویژه تاریخ روشنفکری روسیه، تاریخ نظریه‌های مارکسیستی و سوسیالیستی و نهضت روشنگری جلب شده بود.

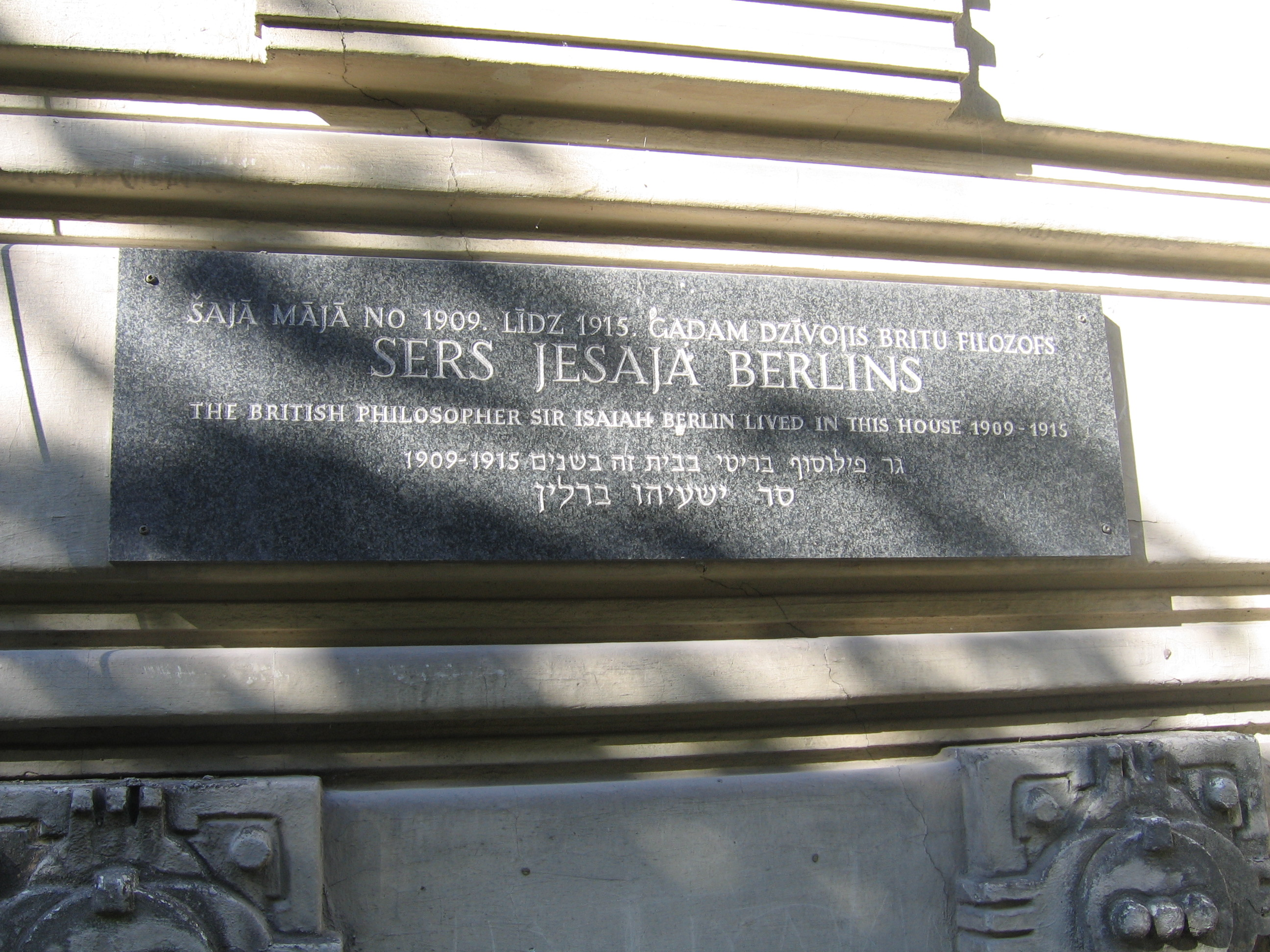
محل زندگی آیزایا برلین از ۱۹۰۹ تا ۱۹۱۵

آیزایا برلین با این‌که مانند اکثر فیلسوفان سیاسی قرن بیستم مهاجر بود، اما در مقایسه با افرادی چون هانا آرنت، هربرت مارکوزه، فریدریش فون هایک و کارل پوپر، در سنین پایین‌تری (چهار سالگی) به کشوری که وطن بعدی‌اش شد، وارد شد. با این‌که او پناهنده‌ای گریخته از بلشویسم بود و نه نازیسم، اما افراد خانوادهٔ او طی جنگ جهانی دوم در لتونی به دست نازی‌ها کشته شدند؛ بنابراین، تجربهٔ او از ضربه‌های هولناک سیاسی و نظام‌های توتالیتر، دست اول و شخصی بود که بعدها تأثیر شگرفی بر نوع تفکر و نگاه سیاسی او داشت. علت دیگر، تعلیم و تربیت بریتانیایی او بود. وی به‌جز دو سال اقامت در واشینگتن دی‌سی و چهار سال در مسکو بقیهٔ عمر خود را در آکسفورد گذراند. او سپس به استادی کرسی چیچلی در نظریات اجتماعی و سیاسی (۱۹۵۷ – ۱۹۶۷) انتخاب شد و ملکه او را به لقب سر مفتخر ساخت. در ۱۹۶۷ رئیس کالج وولفسون شد و بالاترین نشان کشوری بریتانیا نصیب او شد. او سرانجام در ۵ نوامبر ۱۹۹۷ چشم از جهان فروبست و در قطعهٔ یهودیان قبرستان والورکوت آکسفورد به خاک سپرده شد.

### سفر به ایران
آیزایا برلین دو بار به ایران سفر کرده‌است. اول بار در ۱۹۶۰ در بازگشت از هندوستان چند روزی در تهران بوده‌است و بار دوم در ۱۹۷۷ برای افتتاح بنای مدرسهٔ باستان‌شناسی در تهران از سوی آکادمی سلطنتی بریتانیا. او همراه همسرش به شیراز و اصفهان هم سفر کرده‌است و نسبت به عظمت و زیبایی بناهای تاریخی ایران اظهار شگفتی کرده‌است.

## اندیشه
آیزایا برلین یکی از پرکارترین فیلسوفان سیاسی قرن بیستم است که از او آثار متعددی در زمینه‌های پژوهشی متنوعی از موسیقی و ادبیات گرفته تا سیاست و شاخه‌های گوناگون فلسفه بر جای مانده‌است. اما برجستگی و درخشندگی او در این مسائل متفرق و گوناگون، همه‌جا به یک اندازه نبوده‌است. نام آیزایا برلین دهه‌هاست که بیش از هرچیز یادآور پژوهش فلسفی در حوزهٔ اندیشهٔ لیبرال است؛ حوزه‌ای که عرصهٔ نوآوری‌های تأمل‌برانگیز و هوشمندانهٔ او در باب فلسفه سیاسی نیز بوده‌است. او در عین حال از جمله کامیاب‌ترین فیلسوفان سیاسی لیبرال در جلب توجه شارحان و ناقدان اندیشهٔ لیبرال به‌شمار می‌رود. از این رهگذر می‌توان او را در زمرهٔ کم‌شمار فیلسوفان سیاسی صاحب سبک و جریان‌ساز قرن بیستم دانست.

### فلسفه سیاسی
آیزیا برلین در مقاله غایت فلسفه علوم را به سه دسته تقسیم می‌کند که عبارتند از؛ علوم یا معرفت تجربی، معرفت صوری و معرفت فلسفی. معرفت تجربی به توصیف و تبیین واقعیت خارجی از طریق مشاهده و استنتاج از اطلاعات مربوط است. علوم طبیعی به طور کلی و برخی علوم اجتماعی از این نوع شناخت محسوب می‌شوند. معرفت صوری در پی توصیف و توضیح واقعیت خارجی نیست بلکه موضوع اصول مسلمه و شیوه استنتاج قضایا یکدیگر است که علومی مانند ریاضیات و منطق را در بر می‌گیرد. معرفت فلسفی روشن نیست که چگونه می‌توان به آن دست یافت و به پرسش‌های آن پاسخ گفت. به عبارت دیگر از دید برلین ویژگی پرسش فلسفی نامعلوم بودن شیوه جستجوی پاسخ برای آن است. از دید وی فلسفه دو کار ویژگی اصلی دارد که عبارتند از؛ نقد و وارسی مفاهیمی که درباره معارف دیگر بر حسب آن‌ها می‌اندیشند و بررسی و توضیح ویژگی‌های مستمر و همیشگی انسان، جهان، تجربه و اندیشه انسانی.
وحدت موضوعی آثار برلین از تمرکز مستمر او بر آنچه خطای اصلی روشنگری می‌دانست، ریشه می‌گرفت: به گمان برلین لغزش اصلی اندیشهٔ روشنگری باور به این بود که حقیقت یکی است و آمال بشر در رویارویی با یکدیگر قرار نمی‌گیرند. او از ویکو، هردر و رمانتیک‌های آلمان این اندیشه را فراگرفته بود که بعضی از اهداف انسان‌ها با هم ناسازگار و بی‌تناسب است؛ برای مثال: عدالت و رستگاری، یا آزادی و برابری با هم جمع نمی‌آیند و در علوم انسانی بینشی که بتواند این تناقض را حل کند، وجود ندارد. او نیک گفته‌است که معرفت نمی‌تواند ما را از دوراهه‌های پیش رویمان برهاند. «ما مجبور به انتخاب هستیم و هر انتخابی ممکن است ضایعه‌ای جبران ناپذیر باشد. مدینه فاضله نه تنها تحقق ناپذیر است، که مفهومی ناسامان‌مند هم هست و تلاش برای ساختن بهشت روی زمین، ناگزیر به جباریت می‌انجامد. آرمان‌ها و اصول اخلاقی بسیارند اما نهایتی دارند و باید در افق توانایی‌های انسان قرار داشته باشند».
برلین معتقد بود خودفریبی است اگر باور کنیم برابری می‌تواند با آزادی در آشتی باشد. کثرت‌گرایی برلین، لیبرالیسم را از باور ساده‌لوحانه به پیشرفت و کمال‌گرایی جدا می‌کند. او اعتقاد دارد که کمال‌گرایی در هر نظامی منجر به توتالیتاریسم می‌شود. برلین اعتقاد دارد انسان نمی‌تواند به کمال خود برسد، از این رو هیچ‌گاه پیش‌بینی پذیر نیست. انسان خطاپذیر است، ترکیب پیچیده‌ای از تضادهاست که برخی را می‌توان هماهنگ ساخت و برخی را نه.

#### مفهوم آزادی
معروف‌ترین کار برلین در نظریه سیاسی، فرقی است که او در نوشته‌ای به نام «دو مفهوم آزادی» در سال ۱۹۵۸ میان آزادی منفی و آزادی مثبت می‌گذارد. بر طبق تعریف برلین، آزادی منفی (یا آزادی از)، به معنای تحمیل نکردن مانع و محدودیت از طرف دیگران است و آزادی مثبت (یا آزادی برای)، از سویی به معنای توان تعقیب و رسیدن به هدف و از سوی دیگر به معنای استقلال یا خودفرمانی در مقابل وابستگی به دیگران است. برلین آزادی منفی را به مکتب سنتی لیبرالیسم مربوط می‌داند که از قرن هفدهم تا قرن نوزدهم در بریتانیا و فرانسه پدید آمد. اما آزادی مثبت از نگاه او، هم مفهومی مبهم است و هم دستخوش تحریف شده‌است. در این رابطه او معتقد است دستیابی به استقلال از راه ترک خواست‌هایی که دیگران را بر بشر مسلط می‌کند، ممکن است کاری خوب باشد و در بعضی اوقات بهترین چاره، اما در واقع از آزادی انسان می‌کاهد و محدودیت‌هایی درونی و بیرونی پدید می‌آورد که در نهایت با آزادی فرد در تعارض‌اند.
این نوشته در تجدید علاقهٔ جهان انگلیسی‌زبان به سیاسیت نظری، تأثیری بسزا داشت؛ و هنوز یکی از مهم‌ترین متون در حوزهٔ آزادی است. منتقدان معترفند که تمایزی که برلین بین دو مفهم آزادی منفی و مثبت گذاشت، همچنان نقطهٔ آغازی برای بحث دربارهٔ معنا و مفهوم آزادی است.
آزادی مثبت (آزادی بر) یعنی صاحب اختیار بودن و نظارت بر ان
آزادی مثبت در نظر برلین چند معنا دارد
۱؛ آزادی به معنای خود مختاری فردی
۲؛ آزادی به مفهوم عمل بر حسب مقتضیات عقل
۳؛ آزادی به معنای حق مشارکت در قدرت عمومی

### تاریخ اندیشه‌ها
تاریخ اندیشه‌ها عبارت است از توانایی ترسیم تصویری از شخصیت زنان و مردانی که مورخ دربارهٔ آن‌ها می‌نویسد بی‌آنکه لحظه‌ای فراموش کند باید این شخصیت‌ها را بر حسب اندیشه‌شان توصیف کرد و نه زندگی روزمره‌شان. در عین حال تاریخ اندیشه‌ها توانایی جان بخشیدن به این تصاویر با توجه به این است که اندیشه‌ها حیات خاص خود را دارند اما از آن اندیش‌مندان هستند.
برلین روش تحلیل سیاسی، ادبی و زندگی‌نامه نویسی را به گونه‌ای در هم آمیخته‌است که فقط تعداد معدودی از چهره‌های دانشگاهی توانایی آن را داشته‌اند. نوشته‌هایی در معرفی الکساندر هرتسن، وی.جی.بلینسکی، ویکو، یوهان گئورگ‌هامان و کارل مارکس از این دسته‌اند.
رویکرد همدلانهٔ برلین به تاریخ و به زندگی‌ها و اندیشه‌های اندیش‌مندان، نویسندگان و هنرمندان در عصر جدید ویژگی بارزی از کار او در مقام تاریخ‌نگار اندیشه‌هاست. بررسی او در این زمینه نشان‌گر کثرت‌گرایی ارزشی اوست. یکی از مدعاهای اصلی کثرت‌گرایی این است که در دوره‌های مختلف و در فرهنگ‌های گوناگون، رویکردهای متفاوتی به تجربه‌های انسانی بوده‌است. به گفتهٔ او «تاریخ اندیشه‌ها، تاریخ آن چیزی است که باور داریم مردم اندیشیده‌اند و احساس کرده‌اند؛ و این مردم، واقعی بوده‌اند؛ نه مجسمه‌ها یا مجموعه‌ای از نسب‌ها. کوششی از راه تخیل برای راه یافتن به ذهن‌ها و دیدگاه‌های اندیشه‌گران، پرهیز ناپذیر است و از کوشش همدلانه گریزی نیست».

## آثار
- خارپشت و روباه
- کارل مارکس: زندگی و محیط او ۱۹۳۹
- چهار مقاله دربارهٔ آزادی ۱۹۴۹
- ریشه‌های رومانتیسم ۱۹۶۵
- ویکو و هردر: دو پژوهش در تاریخ اندیشه‌ها ۱۹۶۹
- متفکران روس ۱۹۷۸
- مفاهیم و مقولات ۱۹۷۸
- برخلاف جریان ۱۹۷۹
- برداشت‌های شخصی
- سرشت تلخ بشر ۱۹۹۰
- مجوس شمال ۱۹۹۳
- لحظه حقیقت ۱۹۹۶
- قدرت اندیشه ۲۰۰۰
- آزادی و خیانت به آزادی: شش دشمن آزادی بشر ۲۰۰۲ (سخنرانی‌های سال ۱۹۵۱)